# Joachim Negel
Joachim Negel (* 18. Januar 1962 in Schloß Neuhaus) ist ein deutscher römisch-katholischer Fundamentaltheologe.
Negel studierte katholische und evangelische Theologie, Philosophie und Romanistik in Würzburg, Paderborn, Paris (Institut Catholique de Paris), Bonn und Münster. 1989 wurde er in Paderborn zum Priester geweiht. Von 1989 bis 1993 arbeitete er als Kaplan in Höxter, von 1993 bis 2004 als Pastor bzw. Subsidiar in Hagen/Westf. und von 1998 bis 2004 als Studentenpfarrer in Dortmund. Von 2004 bis 2009 war er Studiendekan des Theologischen Studienjahrs Jerusalem, von 2009 bis 2015 Dozent für Religionsphilosophie und Fundamentaltheologie an der Philipps-Universität Marburg und Subsidiar an der dortigen Kugelkirche St. Johannes.
2002 wurde Negel an der Rheinischen Friedrich-Wilhelms-Universität Bonn im Fach Dogmatik zum Dr. theol. promoviert; 2011 habilitierte er sich an der Westfälischen Wilhelms-Universität Münster und erhielt die venia legendi im Fach Fundamentaltheologie. Seine akademischen Lehrer waren in Bonn Josef Wohlmuth und in Münster Thomas Pröpper und Jürgen Werbick.
Von Oktober 2013 bis April 2015 lehrte Negel als Privatdozent an der Westfälischen Wilhelms-Universität Münster. Seit August 2015 ist er Ordentlicher Professor für Fundamentaltheologie an der Theologischen Fakultät der Universität Fribourg und Direktor des dortigen Instituts für Ökumenische Studien (ISO). 
Schwerpunkte seiner Arbeit sind Soteriologie und Sakramentenlehre, die Hermeneutik der Offenbarung und die religiöse Biografieforschung. Er setzt sich dabei mit Autoren der französischen Phänomenologie (Maurice Merleau-Ponty, Paul Ricoeur, Jean-Luc Marion, Michel Henry) und der Neuen Phänomenologie (Heinrich Rombach, Hermann Schmitz, Bernhard Waldenfels) auseinander.
Im Mai 2016 hatte Negel einen Ruf an die Universität Bonn erhalten. Er sollte dort ab Wintersemester 2016/2017 unterrichten. Die Berufungsverhandlungen waren terminiert; es ging nur noch um die Konditionen. Doch in undurchsichtiger Weise zog sich die Universität zurück.
Im Oktober 2018 gab es Pressemeldungen, denen zufolge der Kölner Kardinal Rainer Maria Woelki 2016 die Berufung Negels an die Universität Bonn verhindert hatte. Negel sagte gegenüber dem Kölner Stadt-Anzeiger, „Woelki sei 2016 hoch verärgert darüber gewesen, dass die Fakultät den von ihm favorisierten, in Augsburg lehrenden Theologen Thomas Marschler bei ihrer Vorauswahl nicht berücksichtigt hatte. Marschler ist Kölner Priester und schon aus seiner Zeit als Messdiener mit dem heutigen Erzbischof bekannt.“ Woelki habe bei der damaligen Wissenschaftsministerin Svenja Schulze (SPD) interveniert und die fachliche Eignung Negels in Frage gestellt, die zu beurteilen nach dem geltenden sogenannten Preußenkonkordat allein Aufgabe der Universität ist. Ein Sprecher des Erzbistums sagte gegenüber KNA, die Kirche habe das Recht, auf „Bestenauslese“ zu dringen. Der Erzbischof hat nach dem Konkordat das Recht, einen Kandidaten abzulehnen, wenn gegen dessen Lehre oder Lebenswandel Einwände bestehen; beides traf aber bei Joachim Negel nicht zu.
Seit Pfingsten 2018 ist Negel ehrenamtlicher Burgpfarrer auf Burg Rothenfels am Main. Er folgte damit auf Gotthard Fuchs, der dieses Amt über 22 Jahre innehatte.
Von 2021 bis 2024 betreute Negel in der Zeitschrift "Publik Forum" die Rubrik "Meine Gottesfrage". Darin beantwortete er Fragen der Leserinnen und Leser u. a. zur Trinitätstheologie, zur Christologie und zur Theologie der Offenbarung. Beispielsweise erläuterte er in einem Beitrag, dass die Bibel nicht Gottes Wort sei, sondern Gottes Wort bezeuge.

## Monographien
- Ambivalentes Opfer. Studien zur Symbolik, Dialektik und Aporetik eines theologischen Fundamentalbegriffs. Schöningh, Paderborn 2005 (Dissertation 2002).
- Welt als Gabe. Hermeneutische Grenzgänge zwischen Theologie und Phänomenologie (= Jerusalemer Theologisches Forum, Bd. 26 = Ökumenische Beiträge aus dem Theologischen Studienjahr Jerusalem, Bd. 2). Aschendorff, Münster 2013.
- Feuerbach weiterdenken. Studien zum religionskritischen Projektionsargument (= Religion – Geschichte – Gesellschaft. Fundamentaltheologische Studien, Bd. 51). Lit, Münster 2014.
- Projektion als Inspiration. Versuch einer phänomenologischen Reformulierung des Offenbarungsbegriffs. Herder, Freiburg im Breisgau 2016 (gekürzte Fassung der Habilitationsschrift).
- Freundschaft. Von der Vielfalt und Tiefe einer Lebensform. Herder, Freiburg im Breisgau 2020, ISBN 978-3-451-38595-7.
- Kugelworte. Ein Grundkurs des Glaubens in 24 Predigten. cmz, Rheinbach 2020. ISBN 978-3-87062-332-6.
- Das Virus und der liebe Gott. Unzeitgemäße Betrachtungen. Herder, Freiburg im Breisgau 2022. ISBN 978-3-451-39476-8.